# فقه اللغة العربية
فقه اللغة العربية أوّل من استعمل هذا المصطلح في عنوان كتاب هو أبو الحسين أحمد ابن فارس (ت 395 هـ) في كتابه الصاحبي في فقه اللغة ومسائلها وسُنن العرب في كلامها.
لكنّه لم يعرّفه ولم يحدّد موضوعه في مقدمّته، إلاّ أنّ المتأمّل في محتواه يجد صاحبه قد حشد فيها مسائل شتّى تنتمي إلى علوم لغويّة مختلفة منها أصل اللّغة العربيّة ولهجاتها وفصاحتها ومعاني الأدوات النّحويّة والحذف وإضمار وتقديم وتأخير والعدد والحقيقة والمجاز والاشتقاق والتّغيّرات الصّوتيّة التي تطرأ على بعض أنواع الكلمات. وهوما يوحي بأنّه كتاب تعليميّ موجّه إلى الرّاغبين في الإلمام بخصائص اللّغة العربيّة بعد قطع شوط في تعلّم مبادئها. ويزيد أبو منصور الثعالبي (ت 429 هـ) هذا المصطلح غموضا في كتابه إذ يطلقه على تحديد الفروق الدّلاليّة بين الألفاظ التي تنتمي إلى حقل معجميّ واحد نحو: «في الثّياب» و«في الطّعام» و«في الشدّة والشّديد من الأشياء»، مسمّيا المسائل التي تناولها ابن فارس في كتابه الصاحبي في فقه اللغة – وقد نقل أكثرها عنه «سرّ العربيّة.ولكنّ الثّعالبيّ قد بيّن قصده من تأليف كتابه.وهو تمكين القارئ المسلم من التعمّق في معرفة دينه وامتلاك القدرة على إدراك إعجاز القرآن. وفي هذا يقول:» العربيّة خير اللّغات والألسنة.
والإقبال على تفهّمها من الدّيانة، إذ هي أداة العلم ومفتاح التفقّه في الدّين وسبب إصلاح المعاش والمعاد.... ولولم يكن في الإحاطة بخصائصها والوقوف على مجاريها ومصارفها والتبّحر في جلائلها ودقائقها إلاّ قوة يقين في معرفة إعجاز القرآن" (فقه اللّغة وسرّ العربيّة، دار الحكمة، دمشق 1984 ص ص 9- 10).
وبذلك يكون هذا الميدان في آن واحد علما ومادّة تعليميّة يتحدّد هدفها في تمكين المسلم من التّكوين اللّغويّ اللاّزم الذي يحتاجه لامتلاك القدرة على فهم النصّ القرآنيّ ومن ثمّة للزّيادة في معرفة دينه. وهذه غاية كلّ علوم اللّغة.وهي التي سمّوها بعلوم الوسيلة لاعتبارهم كلّ علوم اللّسان العربيّ في خدمة الدّين ونصّه الأساس.وهو القرآن الكريم. وعندما نتأمّل مجال هذا العلم نجد جانبا مهمّا منه يقع في ما نسمّيه اليوم الضّميمة collocation.وهو باب عزيز في المعجميّة. فقد انصرف من اشتغل بهذا الفنّ إلى تبيّن الفروق المعنويّة الدّقيقة الناشئة عن استعمال أبناء اللٌغة للغتهم وعاداتهم في تخصيص المعاني بضمّ المفردة إلى أختها حتّى تتكوّن بينهما صلة خاصّة تحدث معنى خاصّا.ومن أمثلة الضّمائم في أساس البلاغة: "له عولة كعولة الثكلى وصرخة كصرخة الحبلى ولبن صريح (ذهبت رغوته) وكأس صراح (لم تمزج).
وممّا جاء في مادّة ضرب: ضرب بالسّيف ورجل ضرْب خفيف اللّحم وكأنّه الرّاح بالضَّرب.وهو العسل الغليظ وضرب على يده إذا أفسد عليه، وضرب القاضي على يده حَجَره، وضرب في الأرض وضرب الضّرسُ والجرج وضرب اللبن وضرب مثلا وضرب بذقنه خوفا وأضرب فلان في بيته وأضرب عن الأمر وضرب في جهازه أي نفر وضُرِب فلان على الكرم أي طُبع وضُرِبت عليهم ضريبة وضرب الوتد في مكان كذا أقام. وفي فقه اللّغة نجد اللّفظ العامّ مثل الجري ثمّ يأتي تفصيل أنواعه: فالإنسان يعدو والفرس يحضر، والنّعام يخفّ والذئب يعسل والظّبي يمزع. أمّا من تبيّن فعلا حقيقة هذا العلم فهو العلاّمة الفذّ ابن خلدون عند تصنيفه العلوم. فقد جعل هذه الفوارق المعنويّة راجعة للاستعمال خلافا لتلك المعاني الأولى الراجعة إلى الوضع. يقول في توضيح هذا الأمر: "ثمّ كانت العرب تضع الشّيء على العموم ثمّ تستعمل في الأمور الخاصّة ألفاظا أخرى خاصّة بها؛ فرّق ذلك عندنا بين الوضع والاستعمال، واحتاج إلى فقه عزيز المأخذ؛ كما وضع الأبيض بالوضع العامّ لكل ما فيه بياض، ثمّ اختصّ ما فيه بياض من الخيل بالأشهب ومن الإنسان بالأزهر ومن الغنم بالأبلج حتّى صار استعمال الأبيض في كلّها لحنا وخروجا عن لسان العرب" (مقدمة ابن خلدون ط 3، دار النّهضة، ص 1281).
وقد رفع ابن خلدون من منزلة العلم بهذا الفنّ وجعله أجل حتّى من النّحو، وأشار إلى كتاب أبو منصور الثعالبي قائلا: «وهو آكد ما يأخذ به اللّغويّ نفسه أن يُحرّف استعمال العرب عن واضعه. فليس معرفة الوضع الأوّل بكاف في التّركيب حتّى يشهد له استعمال العرب. وأكثر ما يحتاج إلى ذلك الأديب في فنّي نظمه ونثره حذرا من أن يكثر لحنه في الموضوعات اللّغويّة في مفرداتها وتراكيبها وهو أشدّ من اللّحن في الإعراب وأفحش» (نفسه، والتسطير منّا). وهذا أمر لافت للنّظر من ابن خلدون ودلّ على نفاذ بصيرته.وإذا نظرنا إلى المسألة من منظار عصريّ لاحظنا فعلا أنّ الطّفل الناشئ قد يتمكّن من نحو لغته في الخامسة أو السّادسة من عمره. أمّا معجم لغته وطرق أهله في التّعبير عن أفكارهم وحاجاتهم باستعمال الأمثال والحكم والمهيّأ من العبارات التي هي جزء من المعجم فتستغرق منه كلّ شبابه. وهو لا ينقطع عن التعلّم باقي العمر. وقد اشتهرت المدرسة الإنكليزيّة المنسوبة إلى فيرث وهالّيداي بإرساء هذا التوجّه وصارت تصدر قواميس خاصّة بالضّمائم على غرار معجم أكسفورد للضّمائم.
وممّا يدخل في باب الضّمائم الأمثال والحكم لأنّ فهمها لا يفي به نظام اللّغة النّحويّ فلا بدّ من معرفة معنى المثل كما تعرف المفردة المعجميّة. ولا شكّ في أنّ علماء اللّغة عندما ألّفوا كتبا في هذا المعنى سمّوها فقها إنّما كانوا واعين بهذه المشكلة. وعلى العموم فكلّ ما يؤلّف من قواميس تعتني بالمركّبات من المركّب الجزئي إلى الجملة في الأمثال وغيرها من العبارات المجهَّزة يدخل في هذا الفنّ.

## وصلات خارجية
- ألكسو
- كتاب
- شبكة مشكاة الإسلامية
- معاجم
- منتديات تكنولوجيا العين الذهبية